# Nesta Obermer
Nesta Obermer (nacida Sawyer) (Norfolk, 14 de septiembre de 1893-Paud, Cantón de Vaud, 3 de octubre de 1984) fue una filántropa, dramaturga y artista británica.

## Primeros años
Ella Ernestine Sawyer nació el 14 de septiembre de 1893 en Cromer Hall, Norfolk, hija de Ethel Maria (de soltera Hulley) y Ernest Edward Sawyer.  Cuando era niña le pusieron el sobrenombre de Nesta. Niña enfermiza, padeció una peritonitis provocada por la tuberculosis, que requirió hospitalización durante un año. Mientras estaba confinada, comenzó a escribir La razón del comienzo y otras imaginaciones, que se publicó en 1921. Su padre, diplomático de carrera, fue destinado a Berna y la familia se mudó a Suiza durante la Primera Guerra Mundial. Escribió artículos como corresponsal de guerra desde los 17 años y publicó un artículo The Taking of Strasbourg (La toma de Estrasburgo) en The Times. Actuó en producciones teatrales de aficionados en la década de 1920 y conoció a su futuro marido a través de los círculos teatrales.  El 23 de abril de 1925 se casó con Seymour Obermer, un dramaturgo estadounidense que vivía en Inglaterra. 

## Carrera
Sawyer continuó usando su apellido de soltera durante la siguiente década y fue una figura social reconocida. Junto con su marido, que era treinta años mayor, llevó una vida internacional. Vivieron en su casa en la campiña inglesa, su apartamento en Londres o su villa en Grasse en la Riviera francesa.  Pasaban el invierno en Suiza para aprovechar los eventos deportivos y los veranos en Venecia. Sawyer afirmó una vez que ella y su marido rara vez se quedaban "más de tres noches en un mismo lugar". Audaz, obtuvo la licencia de piloto en contra de los deseos de su marido y aprendió a surfear.  También obtuvo medallas de oro competitivas en patinaje de velocidad y esquí.  En 1932, en una cena ofrecida por Muriel Ashley, conoció a la artista Gluck.
Con el apoyo de su marido, Sawyer comenzó a escribir obras de teatro. Su primera producción, Black Magic, se estrenó en el Royalty Theatre de Londres en 1931. Fue representada en 1935 por el Theatre Guild de la ciudad de Nueva York  y adaptada para televisión, transmitiéndose en 1938. Su segunda obra So Good, So Kind se presentó en 1933 en el Playhouse Theatre, al igual que Little White Lies, que inauguró la temporada de otoño. También leyó dramas, poemas y comedias en la BBC Radio durante las décadas de 1930 y 1940.    Durante este mismo período, la relación de Sawyer con Gluck se intensificó. El 25 de mayo de 1936, Gluck confió en su diario que las dos estaban casadas, habían intercambiado anillos y la fecha se convirtió en su aniversario. Su relación duró hasta 1944 y estuvo marcada por la creación de Medallion, que Gluck llamó YouWe Picture. Es un retrato dual de Gluck y Sawyer, inspirado en su asistencia en 1936 a la producción de Fritz Busch de la ópera Don Giovanni de Mozart. Gluck reconoció a Sawyer como su único gran amor y su musa, en las cartas descubiertas tras su muerte.
Durante la guerra, sirvió en la Defensa Civil de Plumpton transportando a los heridos a hospitales cercanos. Realizó grabaciones para permitir que las personas con discapacidad visual escucharan las grandes obras literarias del mundo. Tras la guerra fue honrada como oficial de la Orden del Imperio Británico. 
Los Obermer participaron en muchas obras de caridad y organizaron eventos en beneficio de Escuelas de Artesanía. Ambos formaron parte del consejo directivo y utilizaron conexiones con amigos influyentes para ayudar con la recaudación de fondos. También brindó apoyo financiero a la Escuela Yehudi Menuhin, la Real Sociedad para la Prevención de la Crueldad contra los Animales, Amnistía Internacional y otros programas educativos.
Cuando su padre murió y su madre cayó en depresión, le pidió, ya que había sido una talentosa acuarelista, que le diera lecciones de pintura. Así comenzó a pintar al óleo. En 1948, la pareja se mudó a Hawaii porque el marido de Obermer había sufrido un derrame cerebral y pensaban que el clima podría mejorar su condición.  Durante seis años vivieron en el Hotel Royal Hawaiian y junto con la comunidad de expatriados realizaron numerosos viajes a Asia y las islas del Pacífico.  Obermer continuó su trabajo filantrópico, organizando exposiciones de arte y subastas para financiar programas como el Centro Médico Kuakini, una Settlement House en Palama, un distrito de Honolulu, y organizaciones que beneficiaban a las personas con discapacidad visual.   
En 1954, la pareja compró una casa en Diamond Head.  Obermer continuó haciéndose un nombre como pintora, exponiendo tanto en exposiciones individuales como con grupos de otros artistas.    Sus obras incluyeron retratos, que fueron elogiados por capturar las características de sus sujetos y paisajes de entornos tropicales en Hawái y de sus viajes a Bali, Fiji, Tahití y otros lugares. 
En 1957, se produjo en Broadway su obra Mind Over Matter, una reescritura de Black Magic. Ese año, Seymour murió y ella heredó su patrimonio.   En 1964, un donante anónimo estableció la Beca de Música de Cámara Nesta Obermer en la Universidad de Hawaii para honrar la larga participación de Obermer en la promoción de las artes.
En 1969, Obermer se mudó a Suiza, instalándose en el cantón de Vaud. Entre sus amistades estaban Joyce Carey, Diana Menuhin, Graham Payn, Ginette Spanier, Joan Sutherland, así como a Gluck y su nueva pareja, Edith Shackleton Heald. En 1972, Obermer ayudó a Gluck a montar la que sería su última exposición individual. En 1978, la Universidad de Northwood en Midland, Michigan, la honró con el Distinguished Women Award por su filantropía y como referencia para las mujeres.
Obermer murió el 3 de octubre de 1984 en Vaud, Suiza. 

## Legado
El fondo de becas establecido a su nombre perdura en la Universidad de Hawaii.  En 2017, el Brighton Museum & Art Gallery organizó una exposición de pinturas y efectos personales de Gluck, que incluía algunas de sus cartas y retratos de Obermer, como The Punt (1937).  Medallion se considera una obra fundamental y "una de las pinturas más famosas" en la descripción de las relaciones LGBTQ, según los biógrafos de Gluck, Amy De La Haye y Martin Pel.